# Паригіно
Пари́гіно (каз. Парыгино) — село у складі Алтайського району Східноказахстанської області Казахстану. Адміністративний центр Паригінського сільського округу.
Населення — 985 осіб (2021; 1781 у 2009, 2624 у 1999, 3669 у 1989).
Національний склад станом на 1989 рік:
- росіяни — 100 %